# Skype for Business Server
Skype for Business Server (tot in 2015 Microsoft Lync Server, voorheen Microsoft Office Live Communications Server) is een communicatieproduct van Microsoft, bedoeld voor de zakelijke markt. Het wordt gebruikt om een verbinding te maken met de instant-messaging-client Skype for Business, vroeger Microsoft Lync en Windows Messenger.
Een koppeling met de telefooncentrale van een onderneming behoort tot de mogelijkheden, zodat men een integratie verkrijgt van e-mail, telefonie, instant messaging enz. Een toepassing hiervan is bijvoorbeeld dat de vaste telefoon van een medewerker automatisch wordt doorgeschakeld naar zijn mobiele telefoon indien hij 5 minuten zijn toetsenbord niet meer aanraakt ("status afwezig"). Zodra deze persoon terug zijn toetsenbord hanteert, vervalt deze doorschakeling.
De Skype for Business Server gebruikt de SIP-technologie voor telefoongesprekken.
Oorspronkelijk gebruikten de clients de Instant Messenger Service, die ingebouwd was in Exchange 2000, om verbinding te maken. Aangezien Skype for Business Server die taak nu op zich neemt, werd de Instant Messenger Service uit Exchange 2003 verwijderd.

## Versies
- Microsoft Skype for business server 2015
- Microsoft Lync Server 2013
- Microsoft Lync Server 2010
- Office Communications Server 2007 R2
- Office Communications Server 2007
- Office Live Communications Server 2005
- Live Communications Server 2003 (uitgebracht: 29 december 2003)